# Quarzite secondaria
La quarzite secondaria (o idrotermale) è una roccia metasomatica formata principalmente da quarzo (50-100% in volume) associato a minerali ricchi di allumina (Al2O3) che sostituisce graniti, rocce vulcaniche e, meno comunemente, sedimentarie. Alcune facies delle quarziti secondarie sono simili ai prodotti di un'avanzata argillificazione (vedi argillisite). 

## Composizione mineralogica
I minerali principali delle quarziti secondarie, oltre ovviamente al quarzo, sono sericite, pirofillite, diasporo, andalusite, corindone, alunite, caolinite, pirite e ematite. Relativamente comuni sono anche fluorite, dumortierite, zunyite, rutilo, tormalina, topazio, svanbergite e lazulite (Nakovnik, 1965; Schmidt, 1985).

## Facies e mineralizzazioni collegate
Generalmente sono distinte tre facies di quarziti secondarie in base alla temperatura:
- un gruppo di più alta temperatura, strettamente collegato a corpi intrusivi, contenente le seguenti paragenesi[2] nell’aggregato: corindone + andalusite, andalusite + pirofillite, diasporo + pirofillite, quarzo + sericite, zunite + sericite e dumortierite + sericite. Le quarziti di questo gruppo sono normalmente sterili di minerali economici, con l'eccezione di alcuni graniti alaskitici con depositi di molibdeno porfirico (tipo Climax (Colorado));
- un  gruppo transizionale a quarzo + sericite. Questo gruppo è associato con depositi di rame porfirico auriferi;
- un  gruppo a solfati di bassa temperatura, comunemente associato ad un'attività vulcanica dacitica-andesitica, caratterizzato dalle seguenti paragenesi: quarzo + caolinite, caolinite + alunite, alunite + idromica, alunite + pirofillite e una facies esotica a quarzo-barite. Le quarziti di questo gruppo sono associate a depositi di rame, antimonio e mercurio.

La formazione di quarziti secondarie è accompagnata comunemente dalla rideposizione di MgO e Al2O3 e dalla formazione di alcuni corpi di rocce ricche di clorite e/o sericite.

## Ambiente di deposizione
Le quarziti secondarie sono collegate principalmente a suites vulcaniche di composizione riolitica o dacitico-andesitica oppure a intrusioni  subvulcaniche di granito porfirico o monzonite porfirica. L'alterazione metasomatica di rocce sedimentarie è molto più rara. I fluidi mineralizzanti sono molto acidi (pH ≤ 2) e con temperature comprese tra 200 e 400 °C circa.